# Cristina Buarque
Maria Christina Buarque de Hollanda (São Paulo, 23 de dezembro de 1950 – Rio de Janeiro, 20 de abril de 2025), mais conhecida no início de carreira apenas como Cristina e depois como Cristina Buarque, foi uma cantora e compositora brasileira.

## Biografia
Era filha do historiador Sérgio Buarque de Holanda e da pianista Maria Amélia Cesário Alvim. Portanto, irmã dos cantores Chico Buarque, Miúcha e Ana de Hollanda.
Participou de sua primeira gravação no ano de 1967, com uma faixa no disco "Paulo Vanzolini – Onze sambas e uma capoeira".
Em 1974, gravou "Quantas Lágrimas", de Manacéia, no álbum Cristina, que lhe deu projeção nacional.
Na década de 1970, gravou composições de vários outros sambistas, dedicando-se não apenas ao ofício de cantora, mas também à preservação de canções de compositores e agremiações cariocas.
Morreu em 20 de abril de 2025, aos 74 anos, em decorrência de complicações de um câncer de mama, em sua residência na Ilha de Paquetá.

## Discografia parcial
Seguem alguns dos principais trabalhos de Cristina:
- Paulo Vanzolini - Onze Sambas e uma Capoeira (1967) Selo Marcus Pereira LP - Faixa "Chorava no Meio da Rua"
- Chico Buarque de Hollanda volume 3 (1968) RGE LP - Faixa "Sem Fantasia"
- Cristina (1974) RC LP
- Prato e Faca (1976) RCA LP
- Tiro de Misericórdia (1977) RCA LP de João Bosco - coro
- Pelas Ruas (1977) Odeon LP de Carlinhos Vergueiro - coro
- Os Saltimbancos (1977) Philips LP - coro e coordenação do coro infantil
- Arrebém (1978) Continental LP
- Clementina e Convidados (1979) EMI-Odeon LP - coro
- Ópera do Malandro (1979) Philips LP - coro
- Vejo Amanhecer (1980) Ariola LP
- Cristina (1981) Ariola LP
- Geraldo Pereira - Evocação V (1981) Estúdio Eldorado LP - Faixa "Pode Ser"
- Cadáver Pega Fogo Durante o Velório (1983) Gravadora Vento de Maio LP de Fernando Pellon - Faixa "Pode Ser"
- Nelson Cavaquinho - As Flores em Vida (1985) Estúdio Eldorado LP - Faixa "Aquele Bilhetinho"
- Cristina e Mauro Duarte (1985) Coomusa LP
- Resgate / Deixa Eu Viver na Orgia (1987) Independente Compacto duplo
- Candeia (1988) Funarte LP - Faixa "Morro do Sossego"
- Homenagem a Paulo da Portela (1989) Idéia Livre LP - coro
- Bloco Carnavalesco Simpatia É Quase Amor - 5 anos de Samba em Ipanema (1990) Fama LP - Faixa "Marcha da Saideira"
- Resgate (1994) Saci CD
- Estácio & Flamengo - 100 Anos de Samba e Amor (1995) Saci CD - Faixa "Memórias de um Torcedor"
- Sem Tostão… a Crise Não É Boato. Canções de Noel Rosa (1995) Millan CD
- Candeia - Eterna Chama - Homenagem (1998) Perfil Musical CD - Faixa "Vem Pra Portela" e coro
- Chico Buarque de Mangueira (1998) BMG CD - Faixas "Favela", "Como Será o Ano 2000", "Polícia No Morro" e "Agoniza Mas Não Morre",
- Ganha-se Pouco, Mas É Divertido (2000) Jam Music CD
- Ala de Compositores da Portela (2000) CD - Faixa "Hino da Portela"
- Sem Tostão 2... a Crise Continua (2001) Rob Digital CD de Henrique Cazes - Faixa "Delicado"
- Acertos de Contas de Paulo Vanzolini (2002) Biscoito Fino CD - Faixas "Morte É Paz" e "Noite Longa"
- Um Ser de Luz - Saudação a Clara Nunes (2003) Deckdisc CD - Faixas "Derramando Lágrimas" e "Portela na Avenida"
- Cristina Buarque e Terreiro Grande Ao Vivo (2007) Independente/Tratore CD

## Legado
Para além de seu trabalho como cantora, Cristina Buarque foi responsável pelo resgate de canções de antigos compositores e agremiações cariocas, como Candeia, Alvaiade, Mijinha, Velha Guarda da Portela, Monarco, Cartola, Manacéia, entre outros.
O presidente Luiz Inácio Lula da Silva lamentou a morte de Cristina Buarque, a quem chamou de "cantora e compositora talentosa, teve um papel extraordinário na música brasileira ao interpretar as canções de alguns dos mais importantes compositores do samba carioca, ajudando a poesia e o ritmo dos morros do Rio a conquistarem os corações dos brasileiros".
Cristina Buarque também teve papel importante no processo de revitalização cultural do bairro da Lapa. Segundo a cantora Teresa Cristina, "Cristina era a grande responsável pelo que todo mundo passou a chamar de revitalização do samba da Lapa, porque foi através das fitas e posteriormente dos CDs que começamos a enriquecer nosso repertório. E a Cristina tinha uma vontade de esparramar esse repertório pela cidade".